# Dina: Najezda strojeva
Dina: Najezda strojeva znanstvenofantastični je roman Briana Herberta i Kevina J. Andersona čija se radnja odvija u izmišljenu univerzumu Dina Franka Herberta. U Sjedinjenim Američkim Državama objavljen je u rujnu 2003., a u Hrvatskoj je objavljen u kolovozu 2004. Druga je knjiga u trilogiji prednastavaka Legende Dine, u kojoj je vrijeme radnje više od deset tisuća godina prije događaja u Dini, hvaljenu prvom romanu serijala iz 1965. Taj dio serijala govori o izmišljenu Butlerijanskom džihadu, borbi posljednjih slobodnih ljudi u svemiru protiv misaonih strojeva, nasilne i dominantne sile koju predvodi računalni um Omnius.
Roman je dosegao sedmo mjesto na popisu najprodavanijih knjiga The New York Timesa.

## Sažetak
Roman nastavlja priču o Butlerijanskom džihadu koji se opisuje u prvoj knjizi trilogije Dina: Butlerijanski džihad. Džihad predvodi bivši rob i bivši povjerenik strojeva Veliki patrijarh Iblis Ginjo. Međutim, Iblisa više zanimaju politika i njegovo nasljeđe nego sam džihad. Vorian Atreid, usprkos tomu što mu je otac Titan Agamemnon darovao dug život, odluči se skrasiti nakon što je posjetio planet Caladan i upoznao Leronicu Tergiet, koja će mu postati dugogodišnja konkubina. Xavier Harkonnen uspijeva osloboditi Ix od misaonih strojeva i prisiljen je na žrtvu koja će mu naposljetku okaljati ime.
Robot Erasmus nastavlja eksperimentirati s ljudima i pogađa se s Omniusom na Corrinu tvrdeći kako može odgojiti čovjeka da se ponaša uredno i civilizirano poput stroja. Dijete koje je odgajao jest Gilbertus Albans, prvi pravi mentat. Samog Omniusa teško pogodi Vorianov računalni virus koji je nesvjesno proširio njegov stari ortak Seurat.
Na Ginazu starog Zona Noreta usred vježbe usmrćuje Chirox, zarobljeni i ponovno programirani stroj za borbu. Premda Noret za života nije stigao poučiti ostale plaćenike s Ginaza svojim vještinama, Chirox ih je obučio u najbolje plaćenike pod imenom Majstori Mačevanja, koji će poslije biti najveća sila u borbi protiv misaonih strojeva.
Na planetu Poritrinu Norma Cenva postaje uspješna izumiteljica čiji rad na štitovima i tehnologiji savijanja prostora pomaže Ligi u ratu protiv strojeva. Međutim, njezin pokrovitelj Tio Holtzman preuzima zasluge za njezin rad. U međuvremenu zensunski rob Ishmael traži od lorda Nika Bludda da robovima osigura bolje uvjete i da im prizna zasluge za rad na konstruiranju lažne flote tijekom uspješne obrane Poritrina. Za kaznu ga odvajaju od supruge i kćeri te ga šalju u Cenvin laboratorij. Ishmaelov nepokolebljivi vjerski pacifizam sukobljava se s Aliidovom ratobornošću, što im uništava prijateljski odnos.
Norma napušta svijet uoči ustanka robova tijekom kojeg Aliid, nesvjestan posljedica, puca iz las-puške u Holtzmanov štit. To izazove eksploziju koja uništi laboratorije Tija Holtzmana. Pobuna robova naposljetku se nemilosrdno guši. Ishmael uspijeva pobjeći sa svijeta sa stotinom robova, među kojima su i njegova starija kći Chamal i njezin suprug Rafael, natjeravši Tuka Keedaira s Tlulaxe da upravlja Norminim prototipnim brodom za savijanje prostora i odvede ga do usamljena pustinjskog planeta Arrakisa.
Za to vrijeme Norma, kći glavne Svećenice s Rossaka Zufe Cenve, pod velikim pritiskom konačno stekne kontrolu nad skrivenim moćima (taj je proces ubrzalo to što ju je oteo i mučio Titan Xerxes) i postaje predvodnica čovječanstva. Stekne uvid u budućnost u kojoj golemi brodovi prevoze dobra i ljude te ih istog trena prevedu na druga mjesta s pomoću Holtzmanova učinka kojim se savija prostor. Normini su brodovi prvi brodovi koji će se poslije zvati heighlinerima, a njezina će se obitelj poslužiti svojim monopolom na takvu vrstu putovanja i osnovati Svemirski ceh.
Serena Butler otputuje na Corrin, naoko kako bi pregovarala o miru, ali zapravo namjerava potaknuti Omniusa da je pretvori u mučenicu i natjera ljude umorne od rata da se bore u džihadu do pobjede.
Na Arrakisu Ishmael i njegovi sljedbenici s mukom nastoje preživiti u pustinjskim uvjetima. Dođu na sigurno kad Keedair Selimove sljedbenike, koji su također zensuniji, izvijesti o njihovu dolasku. Selimovi sljedbenici požele dobrodošlicu bivšim robovima s Poritrina te se te dvije grupacije spoje u Slobodnjake Arrakisa.
Preostali Titani uspiju se odvojiti od Omniusa na planetu Beli Tegeuse.

## Likovi
- Serena Butler (221. – 164. P. C.)[a] – ambiciozna i inteligentna žena sa Saluse Secundus te zagovornica pobune ljudi. Kći je potkralja Lige Plemića Maniona Butlera i u romantičnu je odnosu s Xavierom Harkonnenom, vođom ljudskih snaga na Salusi Secundus. Nakon što je zarobe strojevi, trudna Serena pod nadzorom je misaonog stroja Erasmusa, koji joj ubije sina Maniona kojeg je začela s Xavierom. Taj događaj potakne pobunu ljudskih robova i naposljetku džihad protiv strojeva.[4] Serena postaje Svećenicom Džihada i jedna od vjerskih vođa ljudske pobune. Poslije umirovljenja svojeg oca postaje privremena potkraljica, ali je potom Patrijarh Iblis Ginjo pretvara u reprezentativnu figuru. Na kraju otputuje na Corrin, naoko kako bi pregovarala o miru, ali zapravo namjerava potaknuti Omniusa da je pretvori u mučenicu i natjera ljude umorne od rata da se bore u džihadu do pobjede.[5] Godine 108. P. C. Serena nakon smrti postaje ključna osoba u fanatičnom protutehnološkom Sereninu kultu koji je osnovala njezina prapranećakinja Rayna.[6]
- Xavier Harkonnen (223. – 164. P. C.) – mladi časnik koji organizira obranu od napada cymeha na Salusi Secundus. Udvara se Sereni Butler i s njom začne sina Maniona, no nakon što je otmu (i zaključi se da je mrtva), vjenča se njezinom sestrom Octom. Xavier tako postane predak obitelji Corrino i Harkonnen. U Džihadu postaje Primero (general) s Vorianom Atreidom, koji mu je u početku bio suparnik u ljubavi prema Sereni Butler, a potom su postali dobri prijatelji. Na Xavierov se prijedlog nuklearnim napadom uništava Omniusova glavna utvrda na Zemlji.[4] Nakon što sazna za farme organa Iblisa Ginja, Xavier preuzme kontrolu nad njegovim svemirskom brodom i pošalje ga na planet Tlulax, gdje Ginjo umre. Pritom Xavier žrtvuje i svoj život, ali i svoju reputaciju u javnosti jer mase nisu znale za Ginjovu korumpiranost; tako je Ginjo proglašen mučenikom, a Xavier izdajicom. Većina Xavierovih potomaka zato se odriče prezimena Harkonnen i preuzima prezime Butler.[5]
- Vorian Atreid – ljudski kopilot na Putniku snova
- Iblis Ginjo (234.? – 164. P. C.) – karizmatični predvodnik robova na Zemlji
- Erasmus – misaoni stroj
- Agamemnon – general cymeha, jedan od Dvadeset Titana i Vorianov otac
- Norma Cenva – patuljasta matematička genijalka s Rossaka
- Tio Holtzman – genijalni izumitelj s Poritrina
- Selim – mladi prognanik s Arrakisa
- Zufa Cenva – moćna Čarobnica s Rossaka i majka Norme Cenve
- Ishmael – mladi zensunski rob s Harmonthepa
- Aurelius Venport – magnat s Rossaka i partner Zufe Cenve
- Omnius – kompjutorski sveum koji upravlja svim misaonim strojevima
- Tuk Keedair – robovlasnik i trgovac mesom s Tlulaxe
- Niko Bludd – lord Poritrina
- Manion Butler – potkralj Lige Plemića i otac Serene Butler
- Seurat – kapetan Putnika snova
- Xerxes – Titan odgovoran za gubitak vlasti Titana
- Aliid – mladi zenšijitski rob s Poritrina